# Cessna T-41 Mescalero
Cessna T-41 Mescalero — военная модификация Cessna 172, эксплуатируемая рядом вооружённых сил стран в качестве учебного летательного аппарата.

## История
В 1964 году Военно-воздушные силы США начали использовать Cessna 172F в качестве учебного самолёта для пилотов-курсантов, вместо реактивного Cessna T-37 Tweet. ВВС США заказали у компании «Cessna» 237 экземпляров Cessna T-41 Mescalero. Первые курсанты ВВС США начали обучение на Т-41 на гражданском аэродроме в Биг-Спринг, штат Техас, в августе 1965 года.
T-41B стал модификацией, разработанной специально для армии США. Он был оборудован двигателем Continental IO-360 мощностью 210 л. с. Cessna 172 и T-41A были оборудованы двигателем Continental O-300 мощностью 145 л. с.
В 1968 году ВВС США приобрели 52 более мощных T-41C, использовавшие Continental IO-360, для использования в Академии ВВС США в Колорадо-Спрингс. В 1996 году самолёт модернизирован до T-41D, изменена авионика и установлен другой винт.
Начиная с 1993 года, ВВС США заменили многие Т-41 на Slingsby T-3A Firefly для обучения пилотажу, что выходило за рамки конструктивных возможностей Т-41. Флот T3A был выведен из эксплуатации на неопределённый срок в 1997 году и списан в 2006 году после серии крушений в Академии ВВС США.
В настоящее время ВВС США обучают всех своих будущих пилотов и офицеров боевых систем по гражданскому контракту с DOSS Aviation используется Diamond DA20.
Четыре Т-41 остаются в Академии ВВС для лётной команды USAFA, а также для поддержки определённых академических занятий.
Ряд военно-воздушных сил стран, включая Саудовскую Аравию и Сингапур, приобрели различные гражданские модели Cessna 172 для использования в военных учебных, транспортных и связных целях. Несмотря на сходство с T-41, эти самолёты не являются T-41 и оснащались стандартными силовыми установками Cessna 172, в том числе Continental O-300 мощностью 145 л. с. на самолётах, изготовленных до 1968 года и Lycoming O-320 мощностью 150—160 л. с. на более поздних Cessna 172.

## Модификации
T-41A

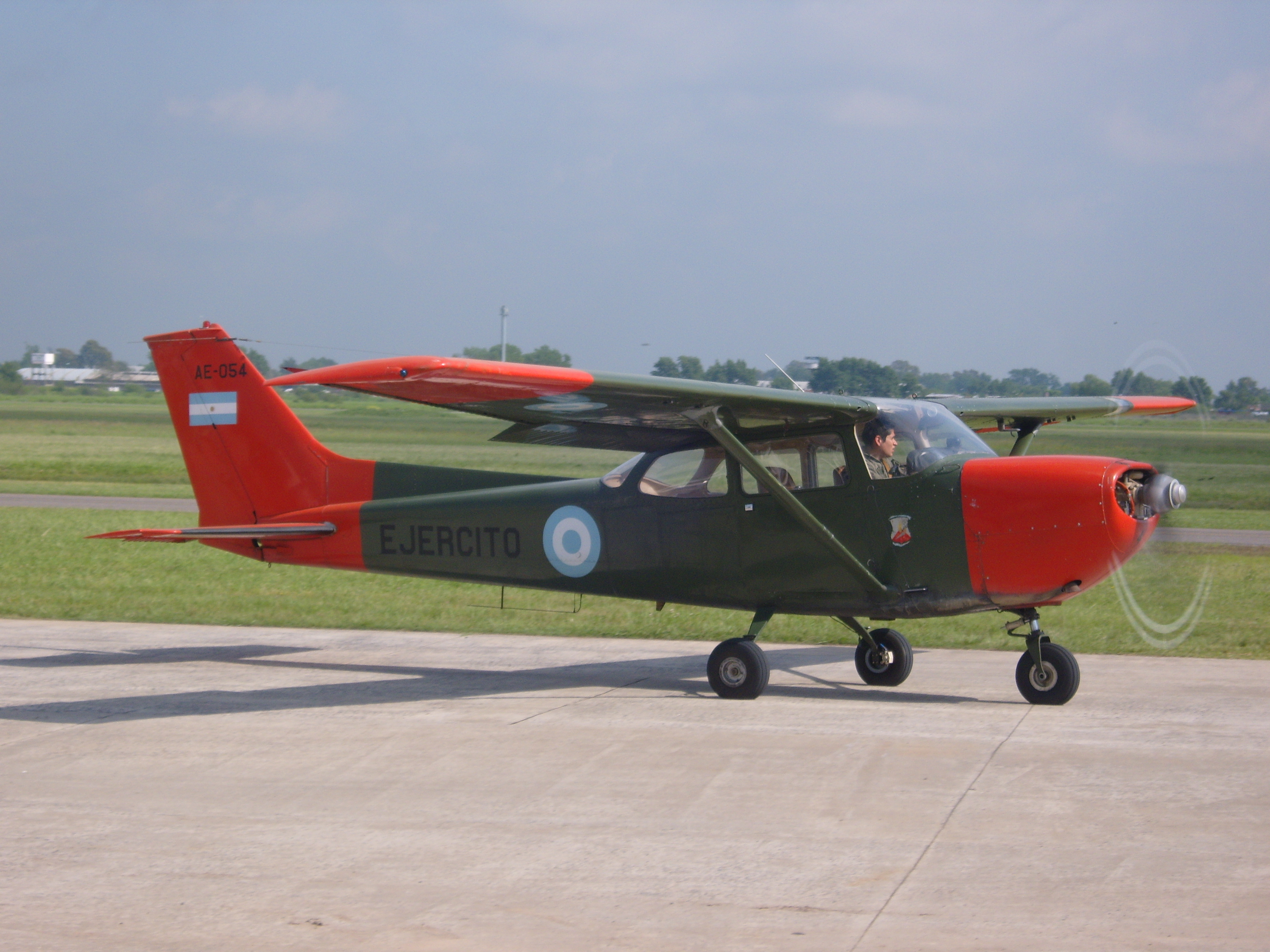
Cessna T-41D

Модификация Cessna 172F ВВС США для подготовки пилотов для бакалавриата, оснащённая двигателем Continental O-300 мощностью 145 л.с., изготовлено 211.
T-41B
Версия Cessna R172E для Армии США для обучения и связи, оснащённая двигателем Continental IO-360, изготовлено 255.
T-41C
Версия T-41B для использования Академией ВВС США, оснащённая двигателем Continental IO-360, изготовлено 52.
T-41D
Версия T-41B для экспорта в рамках Программы военной помощи с упрощённым оборудованием, оборудованный двигателем Continental IO-360, изготовлено 238, первый T-41D поставлен ВВС Филиппин в 1968 году.

## Лётно-технические характеристики (T-41C)
Источник: 
Технические характеристики
- Экипаж: 1
- Пассажировместимость: 3
- Длина: 8,20 м
- Размах крыла: 10,92 м
- Высота: 2,69 м
- Площадь крыла: 14,8 м²
- Масса пустого: 618 кг
- Максимальная взлётная масса: 1134 кг

Лётные характеристики
- Максимальная скорость: 232 км/ч
- Практическая дальность: 1159 км
- Скороподъёмность: 4,5 м/с